# Juan O’Donojú

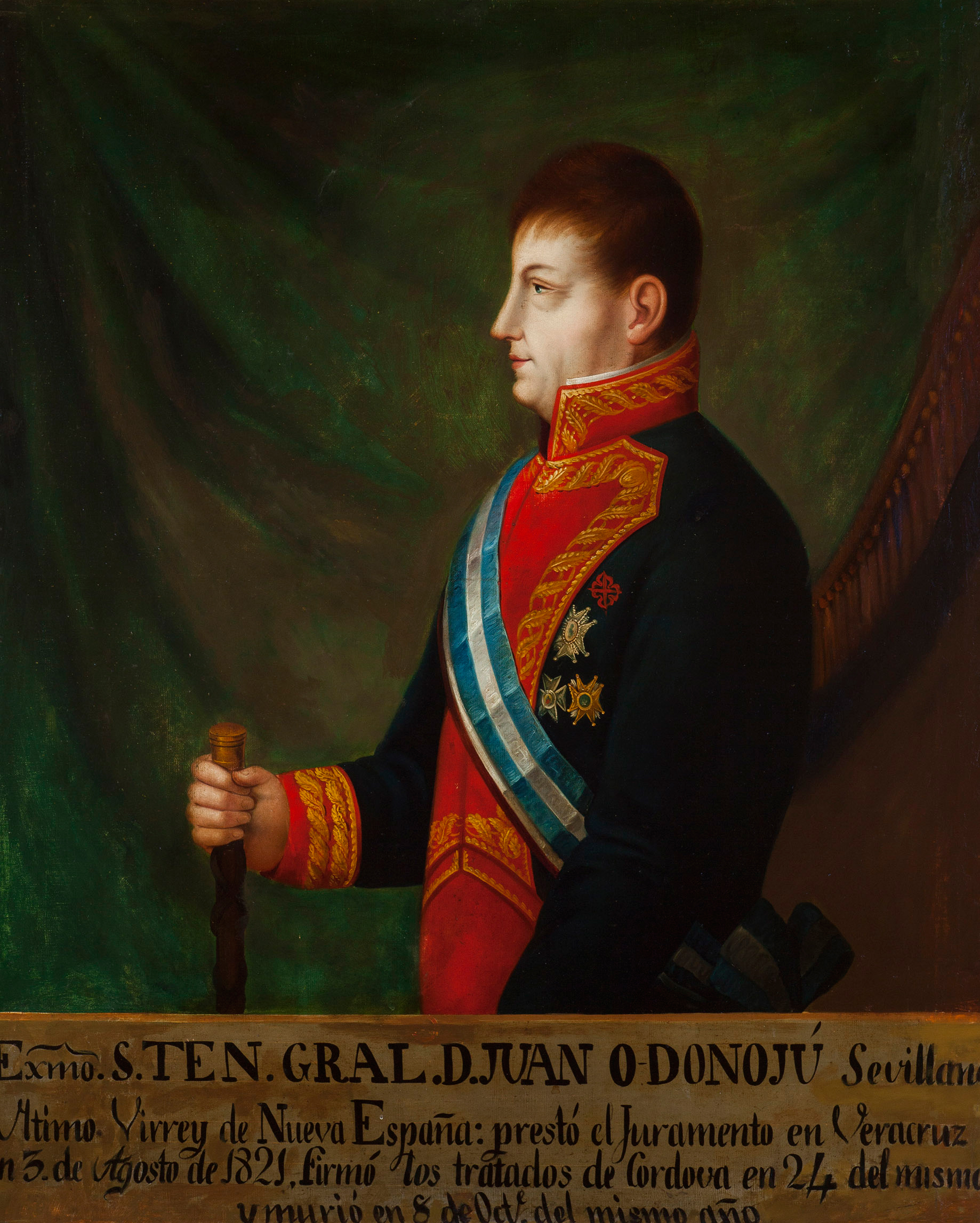
Juan O’Donojú

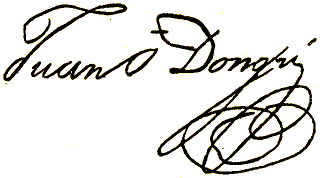
Unterschrift von Juan O’Donojú

Juan O’Donojú (* 30. Juli 1762 in Sevilla, Spanien; † 8. Oktober 1821 in Mexiko-Stadt, Mexiko) war ein spanischer Generalleutnant und faktisch der letzte Vizekönig von Neuspanien.

## Leben

### Herkunft und Militärkarriere im Befreiungskrieg
Juan O’Donojú wurde 1762 in Sevilla in eine irischstämmige Familie geboren. Sein Vater hieß Ricardo Dunphi O’Donojú; die Familie stammte väterlicherseits von den O’Donoghue ab. Seine Mutter war Alicia O’Ryan. Juan schlug eine militärische Laufbahn ein. Er heiratete María Josefa Sánchez-Barriga y Blanco. Er zählte zu den führenden Freimaurern Spaniens seiner Zeit.
In den Befreiungskriegen gegen Napoleon kämpfte er als Husarenleutnant unter dem Befehl von Joaquín Blake y Joyes. 1809 nahm er an der Schlachten von Alcañiz und Belchite teil.
Anfang 1814 wurde er vom Regierungsrat der Cortes von Cádiz zum Kriegsminister ernannt.

### Verbannung unter Ferdinand VII.
Nach der Rückkehr von König Ferdinand VII. kehrte Spanien zum Absolutismus zurück. Eine Kommission verurteilte den überzeugten Liberalen O’Donojú zu vier Jahren Festungshaft auf Mallorca, einem strikten Gebot, sich für weitere vier Jahre von Madrid und anderen königlichen Residenzen fernzuhalten und kein öffentliches Amt auszuüben.

### Trienio Liberal
1820 erzwangen liberale Kräfte unter Rafael del Riego den König, die Verfassung von Cádiz anzuerkennen. Die liberale Revolution führte zu personellen Umbesetzungen; O’Donojú wurde rehabilitiert und zum Generalkapitän (Provinzgouverneur) in Andalusien ernannt.
Anfang 1821 einigten sich die Regierungsgremien darauf, ihn zum Generalkapitän im Vizekönigreich Neuspanien zu ernennen; er erhielt dabei die Rechte und Privilegien, die denen eines Vizekönigs entsprachen. Die Verfassung sah die Position eines Vizekönigs nicht mehr vor. Am 2. März empfing er vom Kriegs- und Überseeministerium die Instruktionen, wie er die verfassungsmäßige Ordnung in Neuspanien umsetzen sollte. Am 30. Mai schiffte er sich mit seiner Frau in Cádiz an Bord der Asia Richtung Amerika ein.

### Amtszeit in Neuspanien
Seit seiner Ernennung und während seiner Überfahrt hatten sich in Mexiko, wo seit 1810 Separatisten und prospanische Kräfte im Unabhängigkeitskrieg gegeneinander kämpften, die Ereignisse überschlagen. Oberst Agustín de Iturbide war mit dem Großteil der spanischen Truppen zu den Aufständischen übergelaufen. Vizekönig Juan Ruiz de Apodaca hatte kaum mehr Handlungsspielraum und wurde am 5. Juli durch einen Staatsstreich pro-spanischer Kräfte abgesetzt, die an seiner statt Francisco Novella zum Vizekönig ausgerufen hatten. Dieser versuchte zwar, den Kampf um die Kolonie noch einmal aufzunehmen, fand aber keine Resonanz. Lediglich Mexiko-Stadt, Acapulco, Perote und Veracruz waren noch in Händen der Spanier.
O’Donojú landete am 30. Juli in San Juan de Ulúa, dem Fort, das dem Hafen von Veracruz vorgelagert ist. Die Stadt wurde von Aufständischen belagert. Nach Verhandlungen mit dem befehlshabenden Offizier der Rebellen, Antonio López de Santa Anna, durfte er am 3. August in die Stadt hinein. Er machte sich ein Bild der aus spanischer Sicht desolaten Lage und erkannte, dass seine Instruktionen belanglos geworden waren. Noch am selben Tag veröffentlichte er eine Proklamation, dass er mit liberalen Absichten gekommen sei, die Verfassung von Cádiz einsetzen wollte und gemeinsam mit den Vertretern der örtlichen Provinzen die gemeinsame Zukunft entscheiden wolle.
Zügig einigte man sich auf ein Treffen mit dem Führer der Unabhängigkeitsbewegung, Agustín de Iturbide. Nachdem er bereits den Plan von Iguala bestätigt hatte, schloss er mit Iturbide am 24. August 1821 ohne Vollmacht den Vertrag von Córdoba, der den Unabhängigkeitskrieg beendete und Mexiko in die Unabhängigkeit entließ.
Anschließend traf er sich mit den Befehlshabern des verbliebenen Royalistenheeres, Pascual Liñán, José Davila und Francisco Novella. Novella übergab ihm seine Kompetenzen, die er durch den Staatsstreich am 5. Juli ergriffen hatte. Beide lehnten es ab, sich den Aufständischen zu ergeben, sahen sich aber auch außerstande, den Kampf fortzusetzen und die Festungen zu verteidigen. Zumindest wurde ein Waffenstillstand erreicht und den Spaniern der Abzug freigestellt.
Novella übergab die Hauptstadt am 27. September an die Aufständischen. Als am 28. September 1821 in Mexiko-Stadt die Unabhängigkeitserklärung verkündet wurde, war O’Donojú einer der Unterzeichner. Er starb am 8. Oktober 1821 in Mexiko-Stadt an einer Brustfellentzündung. Sein Grab befindet sich in der Kathedrale von Mexiko-Stadt.
Sein Tod ersparte O’Donojú die Reaktion der spanischen Regierung: Das Parlament in Madrid lehnte im Februar 1822 die Verträge von Córdoba ab und weigerte sich die Unabhängigkeit Mexikos anzuerkennen. Von einer allgemeinen Amnestie, die König Ferdinand VII. 1824 erließ, wurden die Unterzeichner und namentlich Juan O’Donojú ausgenommen.

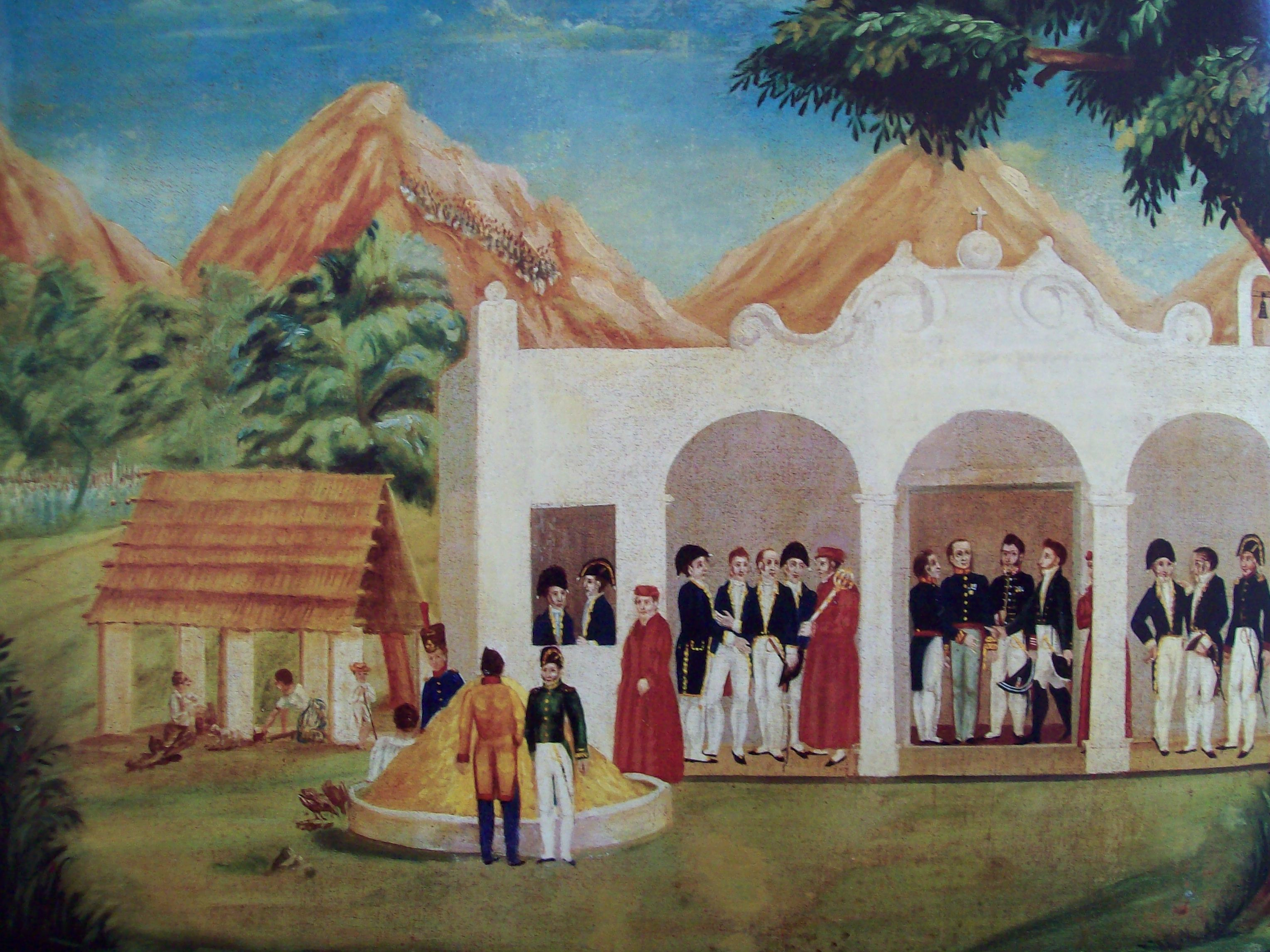
Vorstellung von Juan de O’Donojú, Novella und Agustín de Iturbide in der Hacienda La Patera, am 13. September des Jahres 1821